# Фахруллин, Равиль Фаридович
Фахруллин Равиль Фаридович (тат. Фәхруллин Равил Фәрит улы, 11 апреля 1981, Ракитное (Ракитнянский район), Киевская область, Украинская ССР) — биохимик, специалист в области функциональных биологических материалов и бионанотехнологии. Доктор биологических наук, главный научный сотрудник Института фундаментальной медицины и биологии КФУ.

## Биография
Равиль Фаридович Фахруллин родился 11 апреля 1981 г. в поселке Ракитное Киевской области УССР. В 1998 г. окончил школу-гимназию №19 города Казани.
В 2003 г. окончил с отличием биолого-почвенный факультет Казанского государственного университета им. В.И. Ульянова-Ленина по специальности «биохимия». В 2006 г. на своем факультете защитил кандидатскую  диссертацию по специальности «биохимия» на тему «Получение, свойства и применение ДНК-содержащей нанопленки для пьезокварцевых биосенсоров» .
В 2006 — 2007 гг. проходил обучение в магистратуре факультета естественных наук и инженерии университета Халла (Великобритания) и получил степень магистра по специальности «химия и нанотехнология». В 2011 г. в Казанском федеральном университете защитил докторскую диссертацию по специальности «микробиология» на тему «Функционализация клеток микроорганизмов с использованием полиэлектролитов и наночастиц» .
В 2016 году был включен информационно-сервисным порталом «Индикатор» в число ста молодых ученых-лидеров фундаментальной науки.
С 2017 г.  — главный научный сотрудник научно-исследовательской лаборатории Бионанотехнологии Института фундаментальной медицины и биологии КФУ .
В 2017 г. был избран действительным членом (Fellow) Британского Королевского химического общества. Является ассоциированным редактором британского химического  журнала RSC Advances.

## Научная деятельность
Равиль Фахруллин работает в области конструирования и применения функциональных композитных биоматериалов. Основные направления исследований:
- инженерия клеточной поверхности [7][8].
- разработка наноконтейнеров для доставки лекарств, инкапсуляции антимикробных и антикоррозийных препаратов для защитных покрытий и конструирования скаффолдов для тканевой инженерии с использованием нанотрубок галлуазита [9].
- разработка материалов для диагностики и реставрации объектов культурного наследия [10].
- исследования по оценке токсичности наноразмерных материалов [11][12][13].

## Международное сотрудничество
Р.Ф. Фахруллин работал в Университете Халла и Исследовательском институте Крото университета Шеффилда в Великобритании и стамбульском Университете Едитепе в Турции, Университете Палермо, Италия; и в Институте микропроизводства Технического университета Луизианы, США, а также является руководителем ряда международных проектов, поддержанных РФФИ.

## Основные труды
По данным Scopus на 2019 год, Р.Ф. Фахруллин являлся автором более 90 публикаций, суммарно процитированных свыше 2600 раз; индекс Хирша — 32.

### Книги
1. ed. G. Lazzara & R. Fakhrullin. Nanotechnologies and Nanomaterials for Diagnostic, Conservation and Restoration of Cultural Heritage. — Elsevier, 2018. — P. 432. — ISBN 9780128139103.
2. ed. Y. Lvov, B. Guo, R. Fakhrullin. Functional polymer composites with nanoclays. — Cambridge, UK: Royal Society of Chemistry Publishing, 2016. — P. 433. — ISBN 978-1-78262-422-6.
3. ed. R.F. Fakhrullin, I.S. Choi, Y.M. Lvov. Cell Surface Engineering: Fabrication of Functional Nanoshells. — Cambridge, UK: Royal Society of Chemistry Publishing, 2014. — P. 350. — ISBN 9781849739023.

### Публикации
- В базе данных Google Scholar
- В базе данных РИНЦ
- В базе данных ResearcherID

## Награды и премии
- Победитель республиканского конкурса «Лучший молодой ученый Республики Татарстан» в номинации “Естественные науки” (2011) [15]
- Молодежная Премия Академии наук Республики Татарстан (2011).
- Почетное звание «Приглашенный профессор университета Палермо» (2017).
- Грант Президента РФ для молодых докторов наук (2018).